# Diplycosia piceifolia
Diplycosia piceifolia är en ljungväxtart som beskrevs av Herman Otto Sleumer. Diplycosia piceifolia ingår i släktet Diplycosia och familjen ljungväxter. Inga underarter finns listade i Catalogue of Life.